# Muerte de Kim Il-sung
La muerte de Kim Il-sung, presidente de Corea del Norte desde 1948, ocurrió el 8 de julio de 1994, a los 82 años de edad. Corea del Norte no informó de la muerte hasta más de 34 horas después de haber ocurrido. Se declaró un período de luto oficial entre los días 8 a 17 de julio, durante el cual se prohibieron todas las formas de diversión y baile.
Radio Pyongyang dijo que Kim había sucumbido a las complicaciones derivadas de un accidente cerebrovascular como resultado de estrés psicológico. En los años previos a su muerte, había estado recibiendo tratamiento para la diabetes, así como el endurecimiento de las arterias en su corazón.

## Antecedentes

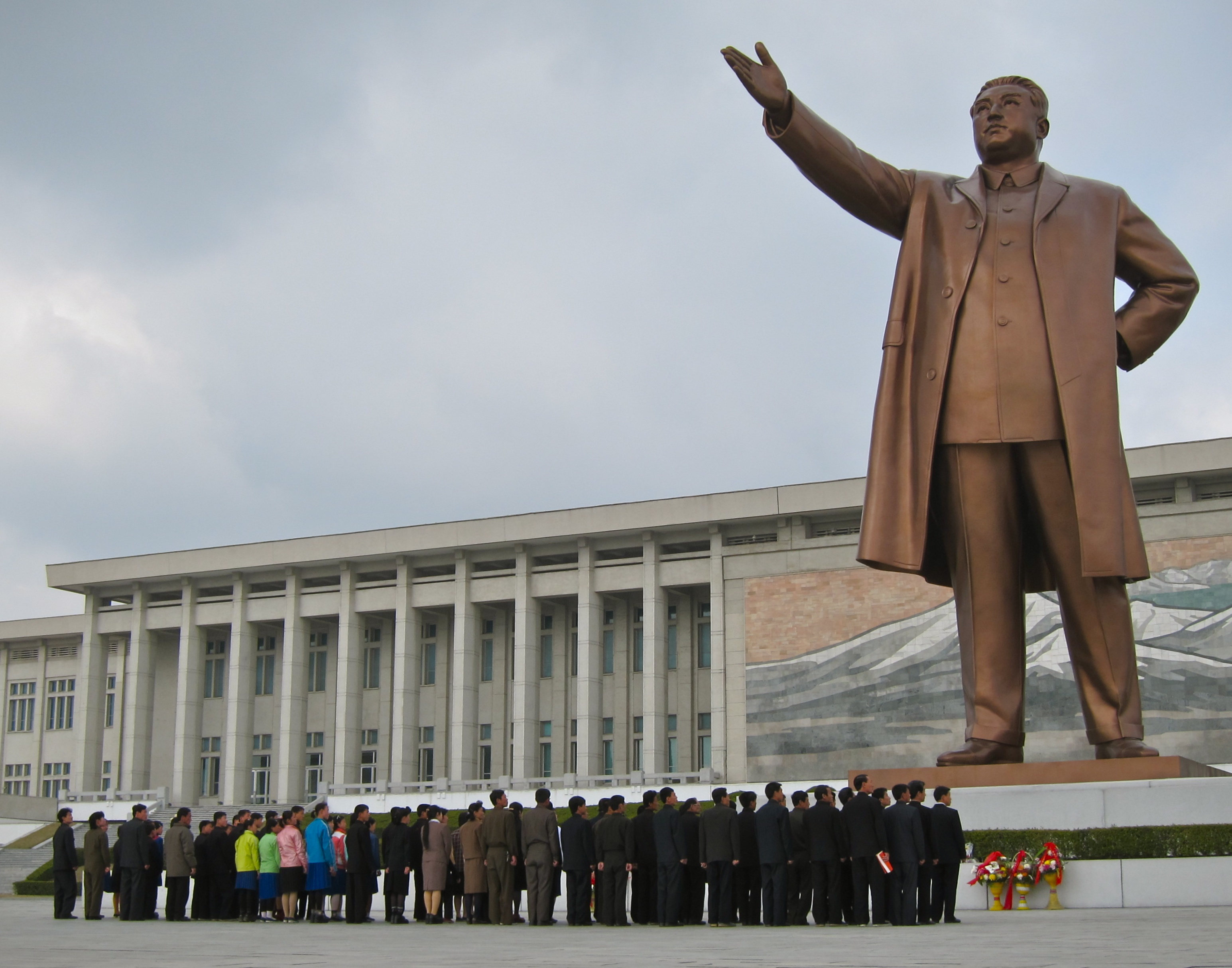
Estatua de Kim Il-sung en el Gran monumento de la colina Mansu de Pionyang, antes de su modificación en 2012.

A principios de la década de 1990 Corea del Norte estaba aislada del mundo exterior, excepto para el comercio limitado y los contactos con China, Rusia, Vietnam y Cuba. Su economía estaba paralizada por enormes gastos en armamentos y el sector agrícola fue incapaz de alimentar a su población. Al mismo tiempo los medios de comunicación estatales de Corea del Norte continuaron elogiando a Kim siendo esto un culto de la personalidad.
El 8 de julio de 1994, a la edad de 82 años, Kim Il-sung se desmayó por un repentino ataque al corazón. Después del infarto su hijo Kim Jong-il ordenó irse al equipo de médicos que estaban constantemente al lado de su padre, y llamó a los mejores médicos del país para ser llevados a la capital Pionyang. Después de varias horas, los médicos de Pionyang llegaron, y a pesar de sus esfuerzos para salvarlo, Kim Il-sung murió. Su muerte fue declarada treinta horas más tarde, respetando el tradicional período de luto confuciano.
La muerte de Kim Il-sung dio como resultado luto en todo el país y un período de duelo de diez días fue declarado por Kim Jong-il. A su funeral en Pionyang asistieron cientos de miles de personas de todas partes de Corea del Norte, muchos de los cuales lloraban dramáticamente (han circulado rumores de que se obligó a los ciudadanos llorar de manera espectacular para las cámaras). El cuerpo de Kim Il-sung fue colocado en un mausoleo público en el Palacio Memorial de Kumsusan, donde su cuerpo preservado y embalsamado yace bajo un ataúd de cristal para ser visto. Su cabeza descansa sobre una almohada de estilo coreano y está cubierto por la bandera del Partido del Trabajo de Corea (PTC), del que fue secretario general hasta su muerte. El vídeo de la noticia de su muerte y su cortejo fúnebre en Pionyang fue transmitido por varias cadenas de TV, y ahora se puede encontrar en varios sitios web. El período de duelo duraría hasta el tercer aniversario de su muerte en 1997.

## Reacciones

### Península coreana
- Corea del Norte: El 9 de julio la Agencia Telegráfica Central de Corea dijo que los norcoreanos tenían la "firme resolución de permanecer leales a la guía del Querido Líder Kim Jong Il". La agencia describió al llamado Querido Líder como "el heredero fiable de los logros revolucionarios del Gran Líder Kim Il Sung".[9]

En otra emisión, Kim fue descrito como el "heredero de la revolución de Corea del Norte y el jefe de las fuerzas revolucionarias". El 11 de julio la televisión pública japonesa NHK dijo que Corea del Norte bloqueó por completo el paso de la gente y los vehículos a través de la ciudad de Tumen, situada a orillas del río Tumen, donde el comercio fronterizo entre China y Corea del Norte se lleva a cabo de forma activa.

### Reacciones internacionales
- Estados Unidos: El presidente Bill Clinton expresó su esperanza de que las conversaciones "continuaran como apropiadas". Clinton dijo: "Extiendo mis sinceras condolencias al pueblo de Corea del Norte por la muerte del presidente Kim Il Sung. Apreciamos su liderazgo en la reanudación de las conversaciones entre nuestros gobiernos."[12]

- Rusia: El presidente Boris Yeltsin no envió condolencias debido a las tensas relaciones de los dos países en ese período en lugar de delegarlo en el entonces primer ministro Víktor Chernomyrdin.[13]

## Servicio fúnebre

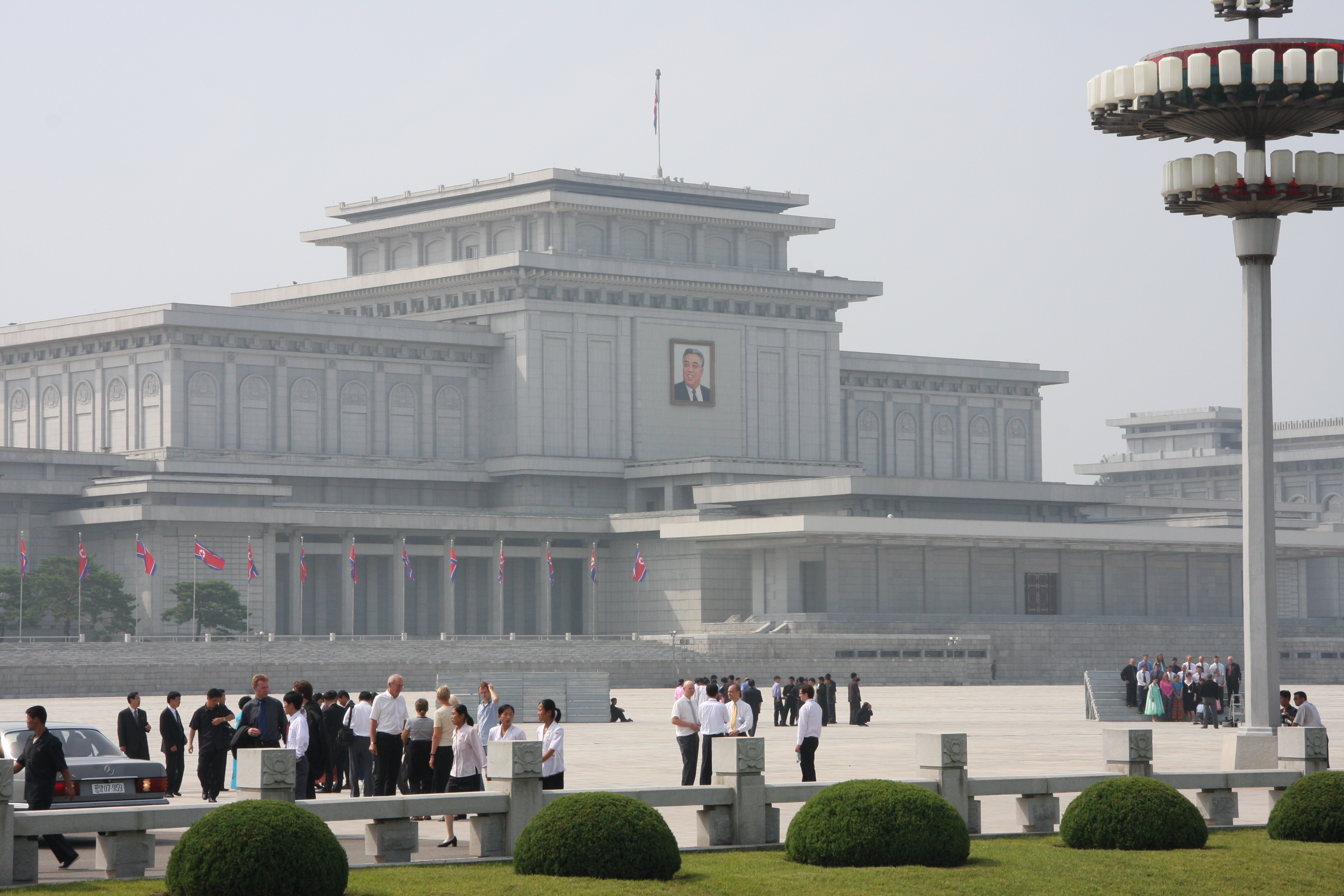
Palacio Memorial de Kumsusan, donde yace su cadáver, que hasta su muerte fue la casa de gobierno norcoreana. En el mismo edificio también yace el cuerpo de su hijo Kim Jong-il desde que este murió en 2011. En la fachada hay un retrato de Kim Il-sung.

Kim Jong-il fue presidente del comité del funeral. El comité también incluyó al ministro de Defensa O Chin-u y el vicepresidente Kim Yong-ju, hermano menor de Kim Il-sung.
El comité del funeral dio a conocer el siguiente comunicado sobre la programación del funeral:

El Comité del Funeral de Estado publica la siguiente decisión para que todo el partido, todo el pueblo y todo el ejército expresen las más profundas condolencias por la muerte del gran líder camarada Kim Il-sung y llorar por él con los sentimientos de profunda reverencia:

El féretro del respetado líder camarada Kim Il-sung se colocará en el estrado en el Salón de la Asamblea de Kumsusan.
El periodo comprendido entre el 8 y el 17 de julio de 1994 se establece como el periodo de luto por el respetado líder camarada Kim Il-sung. Los dolientes visitarán el féretro del 11 al 16 de julio de 1994.
El servicio fúnebre para despedir al respetado líder camarada Kim Il-sung se celebrará solemnemente en Pionyang, la capital de la revolución, el 17 de julio de 1994.
En el momento del servicio fúnebre en Pionyang se dispararán salvas de artillería en Pionyang y las capitales provinciales y todo el pueblo de todo el país observará un período de tres minutos de silencio y todas las locomotoras y barcos sonarán sus silbatos a la vez en memoria del respetado líder camarada Kim Il-sung.
Durante el período de luto, los servicios fúnebres se llevarán a cabo en todos los órganos y empresas de todo el país y los servicios fúnebres se celebrarán en todas las provincias, ciudades y condados, mientras que el servicio fúnebre se celebrará en Pionyang.
Durante el período de luto, los órganos y las empresas colgarán la bandera a media asta, y todas las canciones, bailes,  juegos y diversión serán prohibidos.
No se recibirán delegaciones extranjeras.
Agencia Telegráfica Central de Corea, 8 de julio de 1994

El funeral de Estado se llevó a cabo el 17 de julio y contó con la observancia de los tres minutos de silencio en todo el país. La asistencia al funeral fue de dos millones de personas.